# Pré-enregistrement
Le pré-enregistrement ou préenregistrement est la pratique consistant à enregistrer les hypothèses, les méthodes et / ou les analyses d'une étude scientifique avant qu'elle ne soit menée. L'expression  “rapport enregistré” (ou registered report pour les anglophones) désigne un format particulier d'article examiné par des pairs, enregistré avant le début de la collecte de données ou de l'analyse des données.  
« Ce format est conçu pour récompenser les meilleures pratiques dans l’adhésion au modèle hypothético-déductif de la méthode scientifique » ; il est souvent considéré comme la référence en termes de recherche scientifique confirmatoire, rigoureuse et transparente, et basée sur la preuve scientifique, car elle vise à limiter certains biais, à favoriser la reproductibilité et la réplicabilité des résultats, et à empêcher les pratiques scientifiques douteuses  (dont : le manque de puissance statistique, une communication sélective des résultats ou encore une « flexibilité analytique » non divulguée), « tout en permettant une totale souplesse pour rapporter des résultats fortuits » ; et - comme le rappelle un éditorial de la Revue Nature (février 2024) - elle « modifie les incitations fondamentales menant à la publication, en mettant l'accent sur l'importance de la question de recherche et la rigueur de la méthodologie ». 

## Procédure en deux étapes
Selon la définition du Center for Open Science, l'expression  « rapport enregistré » désigne « un format de publication qui met l'accent sur l'importance de la question de recherche et la qualité de la méthodologie en procédant à un examen par les pairs avant la collecte des données. Les protocoles de haute qualité sont ensuite provisoirement acceptés pour publication si les auteurs suivent la méthodologie enregistrée ».
Ce format est publié en deux étapes :
1. pré-enregistrement : avant le début de la recherche proprement dite : un premier article décrit le protocole scientifique associé à l'hypothèse et à son contexte ; ce pré-enregistrement aide à notamment à identifier et à réduire ou supprimer certaines pratiques de recherche potentiellement problématiques, notamment le p-hacking, le biais de publication, le dragage de données et la formulation des hypothèses a posteriori (HARKing). Selon Daniel Simons[6], « les rapports enregistrés éliminent le biais contre les résultats négatifs dans la publication, car les résultats ne sont pas connus au moment de l'examen »[2].
2. publication : après l'obtention des résultats : un second article présente et discute les résultats, et formule des conclusions, qui pourront elles-mêmes alors être discutées par d'autres. 
« comme l'étude est acceptée à l'avance, les auteurs sont incités à passer de la production de la plus belle histoire à la plus précise » explique Chris Chambers[7].

## Histoire
L'histoire des études au protocole préalablement publié (ou "enregistré) remonte à un passé ancien. 
Mais il faut attendre les années 2010, pour que ce concept se concrétise formellement. Pour faire face à certains types de biais (notamment dans les méta-analyses) et/ou de fraude scientifique, ce nouveau format de publication a gagné en importance, d'abord et notamment dans la communauté scientifique ouverte ; comme solution potentielle à certains des problèmes connus pour sous-tendre la crise de réplication.
Cette modalité de recherche a d'abord été introduite dans le domaine des sciences molles où la reproductibilité de la recherche est souvent plus difficile. Selon la revue Nature, elle a été formellement introduite pour la première fois en 2013 dans le domaine de la psychologie et des sciences cognitives en 2013. La psychologie sociale l'a notamment utilisée. Avec le temps, les chercheurs en sciences psychologiques « ont documenté et étudié une foule d'erreurs cognitives puissantes, dont le biais rétrospectif et le biais de confirmation. Les chercheurs eux-mêmes ne sont pas toujours à l'abri de ces erreurs, et ils peuvent involontairement ajuster leur analyse statistique pour produire un résultat plus séduisant ou plus conforme aux attentes antérieures. Pour protéger les chercheurs de l'impact des erreurs cognitives, plusieurs méthodologistes préconisent maintenant le pré-enregistrement ». 
Le pré-enregistrement est, dans certains domaines ensuite presque devenu une norme. Ce fut par exemple le cas, en quelques années, dans le domaine de la psychologie, puis des sciences cliniques, et c'est « un élément clé des Registered Reports de Chambers, un format de publication indépendant des résultats qui est actuellement proposé par 88 revues, dont Nature Human Behavior ».
Au sein de la Revue Nature, dans la famille Nature Portfolio, il a été adopté pour la première fois en 2017 par Nature Human Behaviour, avant d'être utilisé par d'autres revues du Portfolio de la Revue Nature. et une première fois en 2024 concernant Nature Climate Change.
Cette approche s'étend à des domaines de recherche dérivés des méthodes de la psychologie et de l'économie et souvent peu fiable car prise en défaut d'un manque de reproductibilité (Rercherche en marketing par exemple).

## Limites, préoccupations, critiques et réponses
Certaines critiques ont fait valoir que le pré-enregistrement peut parfois aussi ralentir la recherche et peut ne pas être nécessaire lorsque d'autres pratiques de science ouverte sont mises en œuvre,. 
Selon U. Dirnagl (2020) le pré-enregistrement des protocoles d’étude et, en particulier, les rapports enregistrés fonctionnent bien lorsqu’une hypothèse claire, un résultat principal et un mode d’analyse peuvent être formulés. Mais il est moins opérant dans le cadre de travaux de Recherche axée sur la découverte, qui doivent élaborent des théories et des hypothèses, des techniques de mesure et génèrer des preuves justifiant (ou non) la poursuite de ces recherches ? Il postule que « seules de légères modifications seraient nécessaires pour exploiter le potentiel du préenregistrement et rendre la recherche exploratoire plus fiable et utile ».
Selon Wagenmakers et al. (2018) si des critiques arguent que « le pré-enregistrement est déconnectée de la réalité académique, qu'il entrave la créativité et entrave le progrès scientifique », lui et son équipe ont publié un aperçu historique montrant que l'interaction entre la créativité et la vérification et vérifiabilité a façonné les théories de la recherche scientifique depuis des siècles ; dans la théorie dominante actuelle, la créativité et la vérification opèrent successivement et se renforcent l'une l'autre  et de ce point de vue, « l'utilisation du pré-enregistrement pour sauvegarder l'étape de vérification aidera plutôt qu'elle n'entravera la génération de nouvelles idées fructueuses ».
Le pré-enregistrement tel qu’il existe aujourd'hui est souvent trop peu spécifique (Veldkamp, 2017, chap. 6) en ne limitant pas assez le biais rétrospectif ni le biais de confirmation. Il devrait par exemple très précisément indiquer les analyses prévues dans un protocole, dans laisser aucune place au doute. Mais comme le pré-enregistrement se fait avant l'acquisition des données de l'étude, un protocole ultra-précis peut être difficile à rédiger à l’avance ; le document de préinscription peut alors conserver une certaine ambiguité (permettre plusieurs interprétations). Une solution déjà proposée à cette préoccupation est de créer un plan d’analyse basé sur un ensemble de données fictives créé de manière qu'il ressemble aux vraies données attendues. Le plan figurant dans le document de préinscription peut ainsi être testé sur des données. Disposer de ce jeu fictif de données permet aussi de créer un code d’analyse spécifique que l'on pourra ensuite appliquer à l’ensemble de données réel.